# بانگاسو
بانگاسو (به لاتین: Bangassou) یک منطقهٔ مسکونی در جمهوری آفریقای مرکزی است که در امبومو واقع شده‌است. بانگاسو ۳۵٬۳۰۵ نفر جمعیت دارد و ۴۵۷ متر بالاتر از سطح دریا واقع شده‌است.